# Бестобе (Акмолинская область)
Бестобе (каз. Бестөбе) — посёлок в Акмолинской области Казахстана Входит в состав городской администрации  Степногорска. Административный центр Бестобинской поселковой администрации. Код КАТО — 111837100.

## География
Посёлок расположен в 80 км на восток от центра администрации города Степногорск, в 260 км на юго-восток от областного центра города Кокшетау. Близ поселка проходит автодорога P-170. 
Поселковая администрация полностью окружена Ерейментауским районом. 

## История
Указом от 8.04.1940 г. населенный пункт при руднике Бестобе отнесен к разряду рабочих посёлков с наименованием Бестобе.

## Население
В 1999 году население посёлка составляло 6497 человек (3189 мужчин и 3308 женщин). По данным переписи 2009 года, в посёлке проживал 6201 человек (3129 мужчин и 3072 женщины).
По данным на начало 2019 года население посёлка составляло 6841 человек (3487 мужчин и 3354 женщины).
| Численность населения Бестобе | Численность населения Бестобе | Численность населения Бестобе | Численность населения Бестобе | Численность населения Бестобе | Численность населения Бестобе | Численность населения Бестобе |
| 1939                          | 1959                          | 1970                          | 1979                          | 1989                          | 1991                          | 1999                          |
| ----------------------------- | ----------------------------- | ----------------------------- | ----------------------------- | ----------------------------- | ----------------------------- | ----------------------------- |
| 6731                          | ↗12 409                       | ↘10 777                       | ↘9729                         | ↘8329                         | ↘7200                         | ↘6497                         |
| 2009                          | 2011                          | 2012                          | 2013                          | 2014                          | 2015                          | 2016                          |
| ↘6201                         | ↗6349                         | ↗6388                         | ↗6444                         | ↗6488                         | ↗6491                         | ↗6523                         |
| 2018                          | 2019                          | 2020                          | 2021                          |                               |                               |                               |
| ↗6733                         | ↗6841                         | ↘6793                         | ↗6841                         |                               |                               |                               |

## Промышленность
Близ посёлка находится один из трёх богатейших казахских золотых рудников Акмолинской области (Аксу, Бестобе и Жолымбет). Бестобинское золоторудное месторождение разрабатывается с 1932 года. Содержание золота в руде очень высокое (20—30 г/т), иногда до нескольких килограммов . На руднике Бестобе, который располагается в 80 км к востоку от Степногорска, работают 4 шахты и обогатительная фабрика. В настоящее время глубина шахт достигает 700 м. Добытая руда перерабатывается по гравитационно-флотационной схеме с получением золото-серебросодержащих концентратов и шламов. Средний показатель извлечения золота колеблется от 71,3 до 91,8%. В начале 2000-х объёмы производства ОАО «ГМК Казахалтын», которое отрабатывает эту группу месторождений, составляли около 1 тонны золота в год . В 2013 году активы «Казахалтына» приобрела  корпорация «Казахмыс» . С октября 2018 года 75% акций концерна принадлежат Эдуарду Огаю, а 25% – Financial Services B.V., владельцы которого – Владимир Ким и российский бизнесмен Алексей Аношкин .
При въезде в поселок расположилась новая обогатительная фабрика, специализирующаяся на переработке техногенно-минеральных образований (хвосты) старой фабрики ГМК Казахалтын. Фабрика построена в 2017 году, запуск произведен в феврале 2018 года.